# Кат-Офф (Луїзіана)
Кат-Офф (англ. Cut Off) — переписна місцевість (CDP) в США, в окрузі Лафурш штату Луїзіана. Населення — 5533 особи (2020).

## Географія
Кат-Офф розташований за координатами 29°30′59″ пн. ш. 90°19′47″ зх. д. / 29.51639° пн. ш. 90.32972° зх. д. (29.516283, -90.329714).  За даними Бюро перепису населення США в 2010 році переписна місцевість мала площу 38,24 км², з яких 37,91 км² — суходіл та 0,32 км² — водойми.

## Демографія
Згідно з переписом 2010 року, у переписній місцевості мешкало 5976 осіб у 2160 домогосподарствах у складі 1627 родин. Густота населення становила 156 осіб/км².  Було 2340 помешкань (61/км²).
Расовий склад населення:
| - 84,3 % — білих - 4,6 % — корінних американців - 1,6 % — чорних або афроамериканців - 1,3 % — азіатів - 0,1 % — вихідців з тихоокеанських островів - 4,9 % — осіб інших рас |

До двох чи більше рас належало 3,2 %. Частка іспаномовних становила 7,3 % від усіх жителів.
За віковим діапазоном населення розподілялося таким чином: 24,7 % — особи молодші 18 років, 62,1 % — особи у віці 18—64 років, 13,2 % — особи у віці 65 років та старші. Медіана віку мешканця становила 38,2 року. На 100 осіб жіночої статі у переписній місцевості припадало 99,7 чоловіків;  на 100 жінок у віці від 18 років та старших — 97,5 чоловіків також старших 18 років.
Середній дохід на одне домашнє господарство  становив 66 185 доларів США (медіана — 55 905), а середній дохід на одну сім'ю — 75 916 доларів (медіана — 65 089). Медіана доходів становила 56 513 долари для чоловіків та 31 556 доларів для жінок. За межею бідності перебувало 9,3 % осіб, у тому числі 9,5 % дітей у віці до 18 років та 7,9 % осіб у віці 65 років та старших.
Цивільне працевлаштоване населення становило 2454 особи. Основні галузі зайнятості: освіта, охорона здоров'я та соціальна допомога — 19,6 %, сільське господарство, лісництво, риболовля — 13,2 %, транспорт — 12,7 %.